# Compertrix

Compertrix este o comună în departamentul Marne, Franța. În 2009 avea o populație de 1,284 de locuitori.